# Ceuthophilus nodulosus
Ceuthophilus nodulosus är en insektsart som beskrevs av Brunner von Wattenwyl 1888. Ceuthophilus nodulosus ingår i släktet Ceuthophilus och familjen grottvårtbitare. Inga underarter finns listade i Catalogue of Life.